# Talgat Musabayev

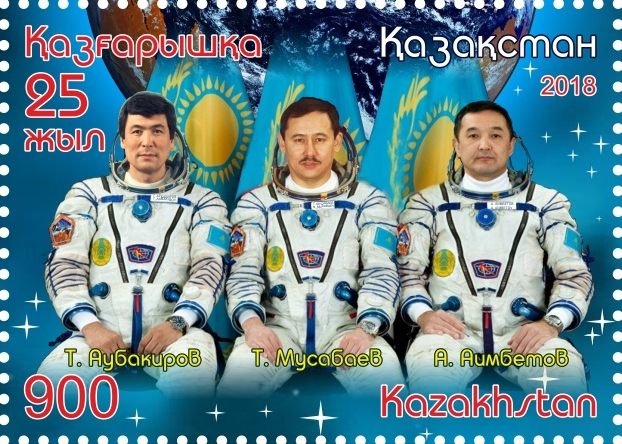
Selo cazaque de 2018 em comemoração aos 25 anos da Kazcosmos com Musabayev ao centro

Talgat Amangeldyuly Musabayev (cazaque: Талғат Аманкелдіұлы Мұсабаев) (Kargaly, 7 de janeiro de 1951 – 4 de agosto de 2025), foi um cosmonauta e piloto de testes do Cazaquistão.
Ele participou de três missões Soyuz à estação espacial russa Mir. A primeira, em 1994, como engenheiro de voo da Soyuz TM-19, quando passou cinco meses a bordo da Mir, entre 1 de julho e 4 de novembro, numa missão que levou a cabo diversos experimentos
A segunda, quatro anos depois, como comandante da Soyuz TM-27, foi outra estadia na Mir, onde ficou por 207 dias, em companhia do cosmonauta Nikolai Budarin.
Sua última missão foi um voo de sete dias, como comandante das Soyuz TM-32, em que foi lançado em abril de 2001,. Essa missão levou ao espaço o primeiro turista espacial, Dennis Tito, um empresário norte-americano e foi a primeira de Musayev à ISS. 
Musabayev retornou comandando a Soyuz TM-31, que se encontrava há acoplada desde outubro de 2000 à estação como bote salva-vidas para os tripulantes da Expedição 1.
Após abandonar a carreira de cosmonauta, ele tornou-se diretor-geral da Agência Aeroespacial da República do Cazaquistão, em fevereiro de 2007.
Musabayev morreu no dia 4 de agosto de 2025, aos 71 anos.